# Souvenirs, Souvenirs (bande originale)
Pour les articles homonymes, voir Souvenirs, Souvenirs.
Souvenirs, Souvenirs est la bande originale du film éponyme d'Ariel Zeïtoun. L'album sort en 1984.
Référence originale (vinyle) : 822 572-1

## Les titres
| No  | Titre                                                              | Auteur                                        | Durée |
| --- | ------------------------------------------------------------------ | --------------------------------------------- | ----- |
| 1.  | Souvenirs, souvenirs (Johnny Hallyday - 1960)                      | Fernand Bonifay - Cy Coben                    |       |
| 2.  | Rock Around the Clock (Bill Haley)                                 | C. Freedman - J. de Knight                    |       |
| 3.  | Viens danser le twist (Let's Twist Again) (Johnny Hallyday - 1961) | K. Mann - D. Appel - G. Gosset                |       |
| 4.  | Only You (Les Platters)                                            | B. Ram - A. Rand                              |       |
| 5.  | Papa t'es plus dans l'coup (Sheila - 1963)                         | Jil et Jan                                    |       |
| 6.  | Tutti Frutti (Johnny Hallyday - version 1982)                      | Penniman - La Bostrie - Lubin                 |       |
| 7.  | Tous mes copains (Sylvie Vartan - 1962)                            | Jean-Jacques Debout                           |       |
| 8.  | La Bagarre (instrumental)                                          | J. Leiber - M. Stoller                        |       |
| 9.  | Pour aller où je vais (Christophe Malavoy)                         | P. Grosz - C. Assous                          |       |
| 10. | Je joue ma vie (Christophe Malavoy)                                | P. Grosz - A. Zeïtoun - J.P. Dréau            |       |
| 11. | Be Bop a Lula (instrumental)                                       | Gene Vincent - Tex sheriff Davis              |       |
| 12. | Tes tendres années (Johnny Hallyday - 1963)                        | D. Edouards - Ralph Bernet                    |       |
| 13. | Les mauvais garçons (Johnny Hallyday - 1964)                       | Johnny Hallyday - Eddie Vartan - Ralph Bernet |       |
| 14. | When the saints go marching in (Les Surfs)                         | traditionnel                                  |       |
| 15. | Parce que tu sais (Les Chaussettes Noires - 1961)                  | N. Perron - N. Roux - Georges Garvarentz      |       |
| 16. | Je joue ma vie (instrumental)                                      | P. Grosz - A. Zeïtoun - J.P. Dréau            |       |